# Лукьяновичи
Лукья́новичи (бел. Лук’я́навічы) — деревня в Мядельском сельсовете Мядельского района Минской области Белоруссии.

## География
Расположена в 5 км на юго-востоке от Мяделя, 20 км от железнодорожной станции Княгинин на линии Молодечно-Полоцк, 100 км от Минска.
Рельеф равнинный, с южной стороны проходят каналы мелиорации соединенные с оз. Баторино.

## История
Первые упоминания в XVIII веке. В 1717 г. 4 двора, 7 жителей мужского пола, шляхетская собственность. В 1770 г. 25 хозяйств, 257 жителей, собственность казны, в Вилейском уезде Минской губернии. В 1793 г. в составе Российской империи. В 1868 г. деревня в Вилейском уезде Виленской губернии, 26 хозяйств, 230 жителей. 19.05.1892 г. в результате пожара сгорело 22 дома вместе с хозяйственными постройками и всем имуществом. В 1892 г. открыта школа грамоты, в которой в 1896 г. училось 12 мальчиков. Согласно переписи 1887 г. 66 хозяйств, 413 жителей, в Мядельской волости Вилейского уезда. С февраля по декабрь 1918 г. оккупирована германскими войсками. 
С 1919 г. в составе БССР. В 1921-39 гг. в составе Польши, в Мядельском гмине Дуниловичского (с 1925 г. Поставского) уезда Виленского воеводства. В 1921 г. 74 хозяйства, 388 жителей. С сентября 1939 г. в составе БССР, с 12.10.1940 г. центр Лукьяновичского сельсовета Мядельского района Вилейской, с 20.09.1944 г. Молодеченской областей, с 16.07.1954 г. в Мядельском сельсовете (с 17.11.1959 г. до 25.01.1996 г. пос. Совет), с 20.01.1960 г. в Минской области. В 1940 г. 79 хозяйств, 330 жителей. Во Вторую мировую войну с начала июля 1941 г. до 04.07.1944 г. оккупирована немецко-фашистскими захватчиками. В сентябре 1943 г. гитлеровцы сожгли деревню. После окончания войны заново отстроена. На фронтах и в партизанской борьбе погибло 48 жителей. В память о погибших в 1984 г. в центре деревни установлен обелиск. В 1948 г. организован колхоз имени М.И. Калинина, с 1951 г. деревня стала центром укрупненного колхоза «Победитель», который в 2003 г. был реорганизован в СВК «Лукьяновичи» (до 21.05.2012 ОАО «Лукьяновичи»), сейчас ликвидирован. В 1970 г. 203 жителя. В 1997 г. 99 хозяйств, 267 жителей. Работает (2011) Дом культуры, библиотека, фельдшерско-акушерский пункт, комплексный приемный пункт, отдел связи, магазин.

## Население
На 04.01.2021 г. 101 хозяйство, 266 жителей.